# Cryptocephalus coronatus
Cryptocephalus coronatus – gatunek chrząszcza z rodziny stonkowatych i podrodziny Cryptocephalinae.
Gatunek ten został opisany w 1847 roku przez Christiana Wilhelma Ludwiga Eduarda Suffriana i umieszczony w podrodzaju Asionus.
Chrząszcz ten wykazany został z południowej Ukrainy, Kazachstanu i Uzbekistanu.